# تاج‌الدین یلدوز

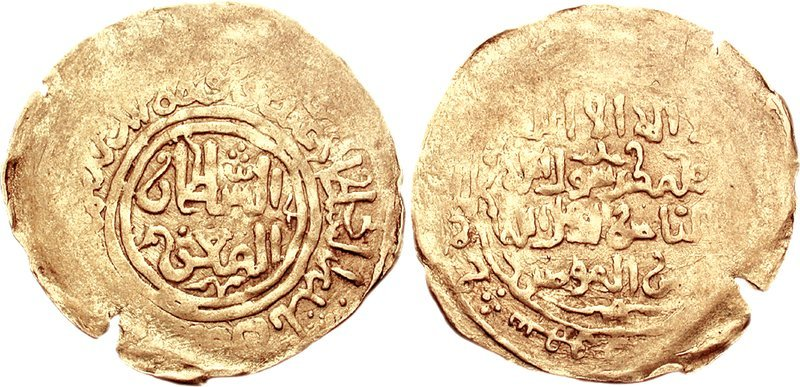
سکه تاج‌الدین یلدوز.

تاج‌الدین یِلدوز‎ یک غلام ترک سلسله غوریان بود که پس از مرگ سلطان معزالدین محمد، حاکم غزنی شد اما همچنان سلطنت غوریان را به رسمیت می‌شناخت.

## زندگی
پس از مرگ سلطان معزالدین محمد، دو دسته در پادشاهی غوریان پدید آمدند. دسته‌ای از غلام‌های ترک که از غیاث‌الدین محمود برادرزاده معزالدین پشتیبانی می‌کردند، در حالی که گروه دیگر شامل سپاهیان بومی ایرانی بودند که از حاکم غوریان بامیان، بهاءالدین سام دوم، حمایت می‌کردند. 
اما بهاءالدین  سام دوم پس از چند روز درگذشت و همین امر باعث شد تا سربازان ایرانی از دو پسرش جلال الدین علی و علا الدین محمد حمایت کنند. غیاث اما در جریان مبارزه پیروز شد و حاکم فیروزکوه شد. در همین حال، یلدوز غزنی را از حاکمان غوریان بامیان گرفت، اما اندکی بعد سلطنت غیاث‌الدین را به رسمیت شناخت. غیاث‌الدین که از تسلط تاج‌الدین بر غزنی خوشحال نبود و جرأت نداشت غور را بدون محافظت بگذارد، از علاءالدین محمد خوارزمشاه کمک خواست. اما علاءالدین محمد در عوض به قلمروهای غیاث‌الدین حمله کرد و بلخ و تِرمِذ را تصرف نمود. 
در سال ۱۲۰۸ قطب‌الدین ایبک والی نیمه‌مستقل غوری هند به غزنی حمله و آن را اشغال کرد، اما چهل روز بعد، از یلدوز شکست خورد. در سال ۱۲۱۴، یلدوز  علاءالدین آتسز را کشت و پسر عموی او، علا الدین علی را به عنوان دست‌نشانده خود بر تخت غوریان نشاند. اما یک سال بعد، محمد دوم فیروزکوه را فتح کرد و علاءالدین علی را به اسارت گرفت. او اندکی بعد به سوی غزنی لشکر کشید و در آنجا قاطعانه یلدوز را شکست داد و او به پنجاب گریخت و لاهور را از ناصرالدین قباچه تصرف کرد.
یلدوز بعداً با حاکم ترک ایلتتمش جنگید و به عنوان وارث معزالدین محمد ادعای تاج و تخت دهلی کرد. ایلتتمش امتناع کرد و گفت:
«از فرمانروایی دنیا کسی برخوردار است که بیشترین قدرت را دارد. اصل جانشینی موروثی منقرض نشده‌است، اما مدت‌ها پیش، تقدیر، این رسم را لغو کرد.»
دو سپاه در ژانویه ۱۲۱۶ در تاراین با هم ملاقات کردند. یلدوز شکست خورد و توسط ایلتتمش دستگیر شد و پس از گرداندن در خیابان‌های دهلی به بدایون فرستاده شد و در همان سال به قتل رسید. پس از سرنگونی یلدوز ، قباچه دوباره لاهور را اشغال کرد.